# لي هارود (شاعر)
لي هارود (بالإنجليزية: Lee Harwood)‏ هو شاعر بريطاني، ولد في 6 يونيو 1939، وتوفي في 26 يوليو 2015.